# 1910 en football
Cet article présente les faits marquants de l'année 1910 en football.

## Janvier
- 1er janvier : fondation du club argentin du Club Atlético Vélez Sarsfield.

## Février
- 12 février : à Belfast, l'Angleterre et l'Irlande font match nul 1-1.
- 19 février : inauguration du stade de Manchester United, Old Trafford, à l'occasion d'un match de championnat contre Liverpool FC devant 45 000 spectateurs.
- 26 février : match inter-ligues à Blackburn opposant une sélection du championnat d'Angleterre (League) à une sélection du championnat écossais. Les Écossais s'imposent 2-3.

## Mars
- 5 mars : à Kilmarnock, l'Écosse bat le pays de Galles 1-0.
- 13 mars : à Bruxelles, la Belgique bat les Pays-Bas 3-2.
- 14 mars : à Cardiff, l'Angleterre bat le pays de Galles 1-0.
- 19 mars : à Belfast, l'Irlande bat l'Écosse 1-0.
- 26 mars : à Belfast, Distillery FAC remporte la Coupe d'Irlande en s'imposant 1-0 face à Cliftonville FAC.
- 26 mars : à Bruxelles, la Belgique et l'Angleterre (Amateurs) font match nul 2-2.

## Avril
- Aston Villa champion d’Angleterre.
- Celtic FC est champion d’Écosse.
- Cliftonville FAC est champion d'Irlande.
- la Royale Union Saint-Gilloise est championne de Belgique.
- 2 avril : à Glasgow, l'Écosse bat l'Angleterre 2-0.
- 3 avril : à Gentilly, la Belgique bat la France 4-0.
- 3 avril : à Bâle, l'Allemagne bat la Suisse 3-2.
- 9 avril : Dundee FC et Clyde FC font match nul 2-2 en finale de la Coupe d'Écosse ; finale à rejouer.
- 9 avril : à Londres, l'Angleterre (Amateurs) bat la Suisse 6-1.
- 10 avril : FC Barcelone remporte la Coupe d’Espagne.
- 10 avril : à Haarlem, les Pays-Bas s'imposent sur la Belgique 7-0.
- 11 avril : match inter-ligues à Londres opposant une sélection du championnat de la League d'Angleterre à une sélection du championnat de la Southern League d'Angleterre. Les deux équipes font match nul 2-2.
- 11 avril : à Wrexham, le pays de Galles l'Irlande 4-1.
- 16 avril : Dundee FC et Clyde FC font match nul 0-0 en finale de la Coupe d'Écosse ; finale à rejouer.
- 16 avril : à Brighton, l'Angleterre (Amateurs) bat la France 10-1. Le seul but français est signé par Auguste Tousset à la 87e minute.
- 20 avril : Dundee FC gagne la Coupe d’Écosse en s’imposant en finale face à Clyde FC, 2-1[1].
- 23 avril : Newcastle UFC et Barnsley FC font match nul 1-1 en finale de la Coupe d'Angleterre ; finale à rejouer.
- 24 avril : Inter Milan champion d’Italie en s'imposant en finale nationale 10-3 face à Pro Vercelli.
- 24 avril : à Arnhem, les Pays-Bas s'imposent sur l'Allemagne 4-2.
- 28 avril : Newcastle UFC remporte la Coupe d'Angleterre face à Barnsley FC, 2-0. C'est la dernière fois que la « vieille » Cup est décernée. En fait, le trophée n'était plus l'original depuis la disparition de la « tin cup » en 1895. Depuis lors, une réplique de cette dernière était remise aux formations qui remportaient l'épreuve. La FA décide de changer l'aspect de sa Cup, car cette dernière qui n'était pas protégée par copyright avait souffert de nombreuses imitations…

## Mai
- 1er mai : l'US Tourcoing est champion de France USFSA en s'imposant en finale au Parc des Princes face au Stade helvétique de Marseille, 7-2.

- 1er mai : à Vienne, l'Autriche bat la Hongrie 2-1.
- 5 mai : à Copenhague, le Danemark bat l'Angleterre (Amateurs) 2-1.
- 6 mai : le Racing Club Luxembourg est sacré premier champion du Luxembourg. Cette compétition qui réunissait 9 clubs avait débuté le 12 décembre 1909.
- 8 mai : le Patronage Olier est champion de France FGSPF en s'imposant à Bordeaux en finale 11-0 face à l'AS Bons Gars de Bordeaux.

- 15 mai : Karlsruher FV champion d’Allemagne en s'imposant en finale face à Holstein Kiel.
- 15 mai : à Milan, l'Italie bat la France 6-2.
- 15 mai : fondation du club allemand du FC St Pauli.
- 16 mai : à Duisbourg, la Belgique bat l'Allemagne 3-0.
- 22 mai : le CA Vitry est champion de France FCAF en s'imposant en finale 4-2 après prolongation face au RC Saint-Quentin.
- 27 mai : à Buenos Aires, l'Argentine bat le Chili 3-1.
- 29 mai : le Patronage Olier est champion de France CFI en s'imposant en finale du Trophée de France 2-0 face à CA Vitry.
- 29 mai : à Buenos Aires, l'Uruguay bat le Chili 3-0.
- 30 mai : Sport Saint-Pétersbourg remporte la coupe de Saint-Pétersbourg en écartant en finale le FC Kolonjagi, 2-1.

## Juin
- 5 juin : à Buenos Aires, l'Argentine bat le Chili 5-1.
- 12 juin : à Buenos Aires, l'Argentine bat l'Uruguay 4-1.
- Les Young Boys de Berne remportent le Championnat de Suisse.
- 26 juin : les Young Boys de Berne et le FC Saint-Gall font match nul 1-1 en finale de la première « Anglo-Cup » (Coupe de Suisse). Finale à rejouer.

## Juillet
- 3 juillet : les Young Boys de Berne remportent la Coupe de Suisse face au FC Saint-Gall, 7-0.

## Août
- 7 août : RV Union Rīga est le premier champion de la ville de Rīga après le déclassement du British FC Rīga. Cette compétition débutée le 8 mai mettait aux prises 3 clubs de la capitale de Lettonie.
- 15 août : à Montevideo, l'Uruguay bat l'Argentine 3-1.
- Reforma AC champion du Mexique.
- 28 août : à Rio de Janeiro, le club anglais des Corinthians de Londres s'impose sur une sélection de joueurs brésiliens 5-2.

## Septembre
- 1er septembre : inauguration du stade de Cardiff City FC, Ninian Park, à l'occasion d'un match amical contre Aston Villa.
- 1er septembre : fondation du club brésilien du SC Corinthians.
- 3 septembre : inauguration du stade de Notts County FC, Meadow Lane, à l'occasion d'un match de championnat contre Nottingham Forest FC devant 27 000 spectateurs.
- 5 septembre : Brighton and Hove Albion FC s'impose face à Aston Villa dans le Charity Shield.
- 10 septembre : à Toronto, Calgary Hillhursts et Hamilton ILP font match nul 1-1 en finale du People's Shield (coupe du Canada). Finale à Rejouer.
- 11 septembre : à Kristiana, la Suède bat la Norvège 4-0.
- 11 septembre : à Viña del Mar, l'Argentine bat le Chili 3-0.
- 12 septembre : à Toronto, Calgary Hillhursts bat Hamilton ILP 3-2 après prolongation en finale du People's Shield (coupe du Canada).
- 14 septembre : la sélection de Moscou s'impose 3-0 face à la sélection de Saint-Pétersbourg. En six éditions de ce match inter-villes, c'est la première victoire des Moscovites sur les joueurs de Saint-Pétersbourg. Le match se tenait à Moscou devant un peu plus de 3000 spectateurs.
- 25 septembre : Ski og FK Lyn Kristiana remporte la Coupe de Norvège en s'imposant en finale face à Odds BK Skien, 4-2.

## Octobre
- 8 octobre : match inter-ligues à Belfast opposant une sélection du championnat d'Angleterre (League) à une sélection du championnat irlandais. Les Anglais s'imposent 2-6.
- 15 octobre : fondation du club argentin du Club Olimpo.
- 16 octobre : à Clèves, les Pays-Bas s'imposent sur l'Allemagne 2-1.
- 22 octobre : inauguration du stade de Millwall FC, The Den, à l'occasion d'un match de championnat (Southern League) contre Brighton devant 25 000 spectateurs.
- KSO Moscou est le premier champion de Moscou. Ce championnat réunissait cinq équipes.
- 23 octobre : Boldklubben af 1893 Copenhague remporte la première Coupe du Danemark en s'imposant 2-0 en finale face à Kjobenhavns Boldklub.
- 24 octobre : Sport Saint-Pétersbourg remporte le championnat de la ville de Saint-Pétersbourg. Ce championnat réunissait cinq équipes, et pour la première fois, le dernier des cinq (Nadezhda) est relégué en D2, nouvellement créée.
- 24 octobre : match inter-ligues à Londres opposant une sélection du championnat d'Angleterre (Southern League) à une sélection du championnat écossais. Les Anglais s'imposent 1-0.
- 31 octobre : match inter-ligues à Belfast opposant une sélection du championnat d'Irlande à une sélection du championnat écossais. Les Écossais s'imposent 1-3.

## Novembre
- 6 novembre : Alumni champion d'Argentine
- 6 novembre : à Budapest, la Hongrie bat l'Autriche 3-0.
- 13 novembre : à Buenos Aires, l'Argentine et l'Uruguay font match nul 1-1.
- 13 novembre : à Marseille, Le Stade helvétique de Marseille infligea un humiliant 3-1 à l'Olympique, lors du premier gros derby phocéens.
- 14 novembre : match inter-ligues à Londres opposant une sélection du championnat de la League d'Angleterre à une sélection du championnat de la Southern League d'Angleterre. Les « sudistes » s'imposent 3-2.
- 20 novembre : Palmeiras champion de l'État de São Paulo (Brésil).
- 27 novembre : à Buenos Aires, l'Uruguay bat l'Argentine 6-2.
- 30 novembre : fondation du club chilien d'Audax Club Sportivo Italiano

## Décembre
- 31 décembre : inauguration du stade de l'AFC Bournemouth, Dean Court, à l'occasion d'un match de Hampshire Cup contre la Réserve de Southampton FC.

## Naissances
- 1er janvier : Joseph Alcazar, footballeur français.
- 25 janvier : Charles Fosset, footballeur français.
- 5 février : Francisco Varallo, footballeur argentin.
- 26 mars : Gustave Dubus, footballeur français.
- 25 avril : Pierre Duhart, footballeur uruguayen naturalisé français.
- 30 avril : Georges Rose, footballeur français.
- 6 mai : Juan Valdivieso, footballeur péruvien.
- 10 mai : Bernard Voorhoof, footballeur belge.
- 22 mai : Marcel Kauffmann, footballeur français.
- 14 juin : Carlo Ceresoli, footballeur italien.
- 15 juin : Enrique Guaita, footballeur argentin-italien.
- 21 juillet : Piero Pasinati, footballeur italien.
- 23 août : Giuseppe Meazza, footballeur italien.
- 16 septembre : Henri Roessler, footballeur, puis entraîneur français. († 18 septembre 1978).
- 2 octobre : Aldo Olivieri, footballeur italien.
- 8 octobre : Henri Hiltl (Heinrich Hiltl), footballeur français d'origine autrichienne. († 25 novembre 1982).
- 10 octobre : Charles Zehren, footballeur français.
- 11 octobre : Kader Firoud, footballeur français.
- 10 novembre : Raoul Diagne, footballeur français.
- 30 novembre : Jean Fievez, footballeur belge.
- 19 décembre : Marceau Lherminé, footballeur français.

## Décès
- 22 avril : John Barton, footballeur anglais.
- 1er août : Francis Birley, footballeur anglais.
- 2 septembre : Francisco Cruzate, footballeur espagnol.
- 18 septembre : William Athersmith, footballeur anglais.